# エクセディ女子卓球部
エクセディ女子卓球部（エクセディじょしたっきゅうぶ）は、三重県伊賀市を拠点に活動する、エクセディの女子卓球チームである。

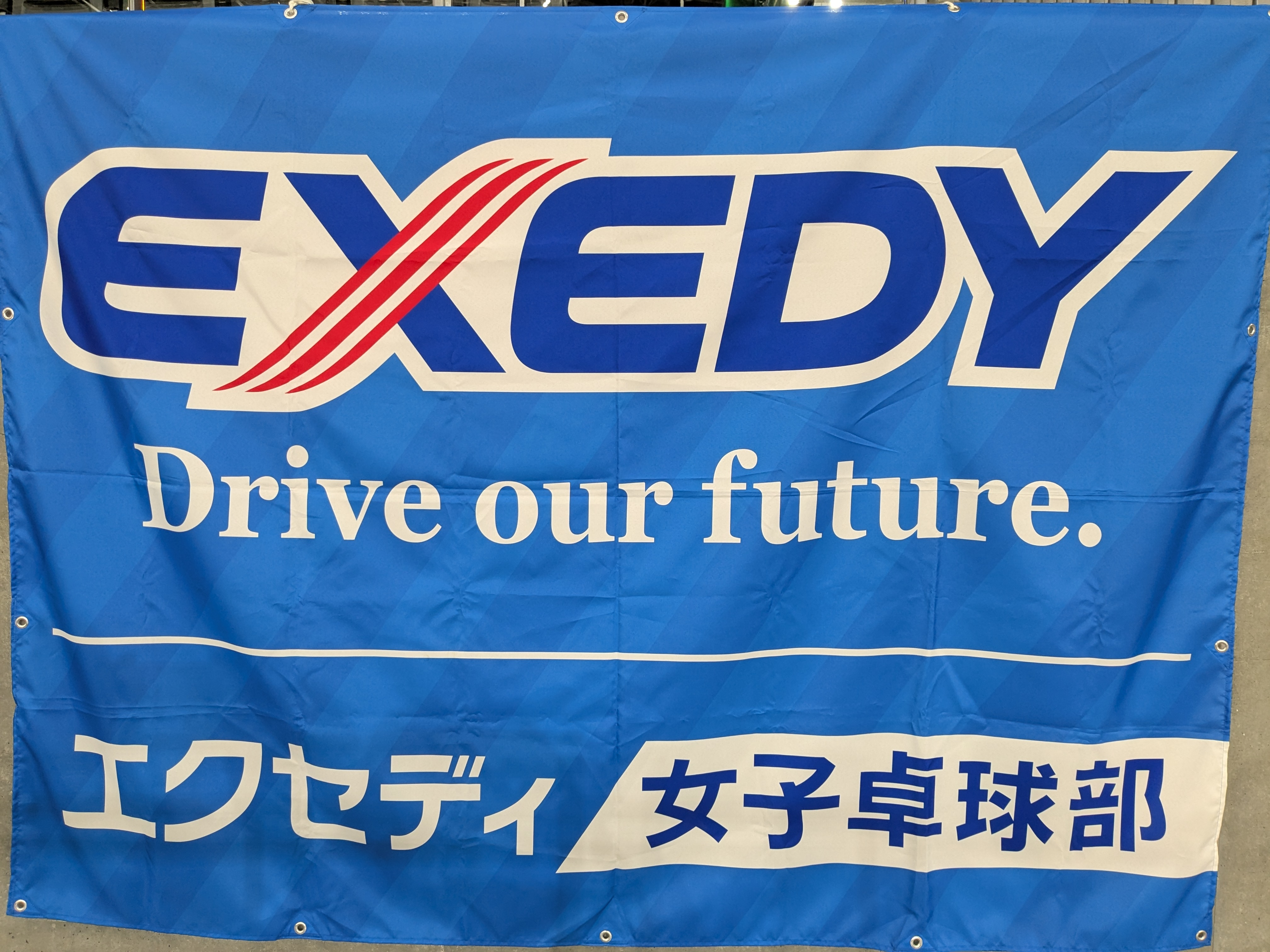
2025年全日本卓球選手権大会

## 概要
1988年に創部し、2006年に国内最高峰の日本卓球リーグに加盟。 2025年現在は日本卓球リーグ1部に所属している。

## 主な戦績
全日本実業団ではベスト8に3度入賞をしており、2021年度前期日本卓球リーグ千葉大会では、創部以来以来初めて、女子1部で3位入賞を果たした。また、個人戦においても、2023年度に開催された第57回全日本社会人卓球選手権大会において、岩越帆香/東川陽菜ペアが見事優勝を果たした。
2016年
- 全日本実業団卓球選手権大会　ベスト8

2021年
- 前期日本卓球リーグ　3位

2023年
- 全日本実業団卓球選手権大会　ベスト8
- 第57回全日本社会人卓球選手権大会　女子ダブルス　優勝（岩越帆香/東川陽菜ペア）

2024年
- 全日本実業団卓球選手権大会　ベスト8

## スタッフ
- 部長：山村佳弘
- 監督：伊藤英治
- コーチ兼主務：玉石美幸
- コーチ：董崎岷
- コーチ：柳延恒

## 所属選手
- 岩越帆香（主将） 背番号：6
- 伊藤百華 背番号：33
- 東川陽菜 背番号：13
- 谷渡亜美 背番号：17
- 伊藤七海 背番号：77
- 高橋あかり 背番号：38

## 過去の主な所属選手
- 竹前裕美子
- 玉石美幸
- 玉石幸穂
- 田中彩能
- 佐藤優衣
- 温馨（温崎馨）
- 出雲美空
- 浅井一恵
- 中尾優子
- 田中彩能